# Corrie Schimmel
Cornelia Hendrika Schimmel, detta Corrie (Bussum, 29 aprile 1939), è un'ex nuotatrice olandese, che ha partecipato alle Olimpiadi di Roma 1960, gareggiando nei 400m sl.
Ai Campionati europei del 1958, ha vinto 1 oro nella Staffetta 4x100m sl e nei 400m sl.